# Курорты Краснодарского края
Куро́рты Краснода́рского кра́я (Куро́рты Куба́ни) — российский бренд, используемый для популяризации отдыха на Азовском и Черноморском побережьях Краснодарского края. В его рамках на российском и международном уровне продвигаются курортные города и рекреационные местности Кубани.
Проект получил широкое распространение в 2002 году. В результате его реализации количество туристов в период с 2002 по 2009 гг. выросло с 5 до 12 миллионов человек в год, а общий объём инвестиций в экономику края — с 67 до 320 млрд рублей.
Высокий сезон длится с июня по начало октября. В это время наибольшим спросом пользуется пляжный отдых. Главными морскими курортами являются  Сочи, Анапа и Геленджик.
В межсезонье наибольшим спросом пользуются оздоровительные программы отдыха. В крае расположено 420 санаториев, которые круглогодично предлагают свои лечебные услуги.

## Абинск
Абинск расположен в 80 км от Краснодара по автомобильной трассе на Анапу. До города можно также добраться по железной дороге. Абинский район относится к предгорным районам Кавказа, и на его территории проходит множество туристических маршрутов. Прекрасный климат наряду с историческими достопримечательностями ежегодно привлекает огромное количество туристов.
Особой популярностью пользуются скалы Новые неподалёку от одноимённого посёлка. Здесь проложены спортивные скальные маршруты разных категорий сложности. Большой интерес представляет фестиваль воздухоплавания, который традиционно проводится во время майских праздников.
В Абинском районе расположены аномальные зоны, пользующиеся популярностью у любителей необычных природных явлений. Здесь находятся дольмены — древние захоронения, датируемые первой половиной второго тысячелетия до н. э. Знаменитый Шапсугский могильник насчитывает около тысячи курганных насыпей.

## Анапа
Анапа — самый солнечный курорт Черноморского побережья России. Здесь насчитывается 280 солнечных дней в году. Город расположен в 160 км к западу от Краснодара, в 52 км к северо-западу от Новороссийска. В Анапе особый климат средиземноморского типа. Длина песчаных пляжей составляет свыше 40 км. Именно в Анапе расположен самый длинный в Европе естественный песчаный пляж. Купальный сезон длится с мая по октябрь.
В районе Анапы расположена наиболее экологически благополучная часть Чёрного моря. В этой воде хорошо себя чувствуют даже мидии и устрицы, которых здесь выращивают в специализированных хозяйствах. В Анапе работают 176 санаторно-курортных учреждений, четверть из них — круглогодичные. Морские купания, воздушные, солнечные и песчаные ванны наряду с грязелечением и йодо-бромной водой являются основными лечебными факторами курорта.

## Апшеронский район
Апшеронск расположен на северном склоне Главного Кавказского хребта, на реке Пшеха, в 103 км к юго-востоку от Краснодара, в 5 км от границы с Адыгеей. Климат в Апшеронском районе очень мягкий, тёплая погода длится с апреля по ноябрь. Среди главных экскурсионных объектов — горные реки и вершины, ущелья и пещеры, водопады, альпийские луга горной лесной зоны, стоянки древнего человека и множество смотровых и обзорных площадок. Всё это обеспечивает благоприятные условия для таких видов туризма, как экологический, познавательный, ландшафтный, горный, экстремальный, культурно-этнический, горнолыжный спорт, дельтапланеризм, рафтинг, каньонинг.
В Апшеронском районе представлены широкие возможности для активного отдыха. Организованы экскурсии к дольменам — древним каменным строениям эпохи бронзы. Разнообразны пешие горные маршруты, к услугам желающих — конные прогулки, сплавы по горным рекам Пшеха, Курджипс и Белая. Уникальны по своей красоте Гуамское ущелье с каньоном реки Курджипс, ущелье Волчьи Ворота, хребет Азиш-Тау и гора Спящий Черкес. Карстовые Азишские пещеры уходят в глубь земли на 37 метров, а в длину составляют 625 метров. Внутри можно увидеть нагромождения разноцветных сталактитов, сталагмитов, сталагнатов и подземные реки.

## Геленджик
Геленджик расположен в 25 км к юго-востоку от Новороссийска, у подножия западной части горного хребта Маркотх, на побережье Геленджикской бухты Чёрного моря. Своё начало как курорт Геленджик берёт с 1900 года. Здесь субтропический сухой климат. Средняя температура июля +30 °C. Купальный сезон длится с мая по октябрь.
Геленджик признан наиболее перспективным и динамично развивающимся курортом России. В Геленджике функционируют более 140 предприятий санаторно-курортного комплекса, работают три аквапарка, дельфинарий, многочисленные мини-гостиницы и другие объекты курортной индустрии.

## Горячий Ключ
Горячий Ключ расположен в 60 км юго-восточнее Краснодара, на северных склонах западной части Главного Кавказского хребта на высоте 72 метра над уровнем моря. Горячий Ключ — бальнеологический курорт, один из старейших на Кавказе — с 1864.
Особенность Горячего Ключа в том, что это единственное место на юге России, где сочетаются лечебные факторы ессентукских питьевых минеральных вод и сероводородных ванн Сочи и Мацесты. Здесь имеется более 10 минеральных источников, воды которых используются для ванн и питьевого лечения. Это термальные (от +42 до +60°С), сероводородные, хлоридно-гидрокарбонатные, натриевые и щелочные воды.
Окрестности Горячего Ключа очень живописны. В предгорной части курорта много заповедных уголков — это часовня Иверской Божьей Матери, Дантово ущелье, гора Абадзехская, скала Петушок, река Псекупс, пещера Звонкая, питьевой бювет, Фанагорийская сталактитовая пещера, водопады на реке Каверзе, Богатырские пещеры и многие другие.

## Ейск и Ейский район
Ейск — самый северный город Краснодарского края; именно поэтому получил распространение слоган «С Ейска начинается Кубань». Относительно краевого центра, города Краснодара, Ейск расположен в 247 км к северо-западу, а относительно столицы Южного федерального округа, города Ростова-на-Дону — в 172 км к юго-западу.
Ейский климат — умеренно континентальный. Лето в Ейске очень тёплое и солнечное, среднесуточная температура в июле +24 °C, относительная влажность около 60 %. Летний зной смягчается морскими бризами. Купальный сезон длится с мая по сентябрь. Температура морской воды в июне +22,2 °C, в июле +24,9 °C, в августе +23,7 °C. Основные пляжи расположены на трёх песчаных косах — Ейской, Долгой и Камышеватской.
Целебные грязи и минеральные источники делают Ейский район одним из лучших бальнеологических и грязевых курортов на Азовском море. В районе открыты несколько источников сероводородных, азотно-метановых, хлоридно-натриевых и йодо-бромных вод, применяемых для ванн. На всех курортах Краснодарского края используется лечебная иловая грязь солёного Ханского озера, также расположенного в Ейском районе.

## Мостовский район и Лабинский район
Мостовский район считают юго-восточными воротами Краснодарского края — здесь проходит граница с республикой Адыгея, Карачаево-Черкесией, Республикой Абхазия, Адлерским районом города Сочи.
На территории района расположена восточная часть Кавказского государственного природного биосферного заповедника, имеющего международное значение, как эталонный участок нетронутой природы, сохранивший первозданные ландшафты с уникальной флорой и фауной. Основа его рельефа — Главный Кавказский хребет. Территория Мостовского района характеризуется отметками от 240 до 3345 м над уровнем моря с самой высокой точкой Краснодарского края — горой Цахвоа (3345 м). В Лабинском районе имеются скажины с термальной водой, в Лабинске расположен бальнеологический курорт санаторий Лаба. В 2019 году в станице Каладжинской проходил первый эко тур которые показал перспективы туризма в Лабинском районе. В станице Чернореченская и станице Упорная расположены базы отдыха с термальной водой,в планах строительство баз отдыха в других населенных пунктах района.

## Новороссийск
Новороссийск амфитеатром вытянулся вдоль Цемесской бухты и окружен горами Северного Кавказа. В окрестностях Новороссийска расположено несколько курортных поселков — Южная Озереевка, Абрау, Сухая Щель, Широкая Балка, Мысхако. Самая крупная зона отдыха — урочище Широкая Балка, которое находится на склоне Северо-Кавказских гор, на полуострове Абрау. В тёплых водах водятся крабы, мидии, разнообразная черноморская рыба, что особенно привлекает любителей подводного плавания и охоты. В основном пляжи галечные. Большинство здравниц имеет собственную пляжную зону.
В Новороссийске представлено многообразие археологических и исторических памятников, а также памятники природы, например, озеро Абрау. Это самое большое озеро Северного Кавказа. На территории города был расположен один из крупнейших в России аквапарков, сейчас заброшен и не существует. Наряду с отдыхом и лечением в Новороссийске развит исторический и познавательный туризм — город-герой является одним из самых посещаемых мест, связанных с боевыми действиями на Западном Кавказе в годы Великой Отечественной войны.

## Славянский район
Славянск-на-Кубани расположен на берегу реки Протока в 80 км от Краснодара.

## Сочи
Сочи — курорт федерального значения. Кроме того, это самый длинный город Азии, протяжённость территории Большого Сочи — 146 км. Город расположен в зоне влажных субтропиков, что сильно отличает этот регион от более северного участка побережья от Анапы до Туапсе, где господствует типичный полусухой средиземноморский климат. Климат, подобный сочинскому наблюдается в соседней Абхазии, а также на юго-востоке США. Горные хребты надежно защищают Сочи от холодных северных ветров. Купальный сезон на курорте длится целых полгода, начинается в мае и продолжается до конца октября. Самой теплой, 26-29 градусов, морская вода становится в августе.
Субтропический климат, никогда не замерзающее море, природное разнообразие горного ландшафта Главного Кавказского хребта создали в Сочи идеальные условия для туризма, круглогодичного отдыха и санаторного лечения. Вся история развития современного курорта Сочи так или иначе связана с его лечебными возможностями.
На отдыхе в Сочи можно найти развлечения на любой вкус. Аквапарки, кинотеатры, парки аттракционов, концертные залы и театры — лучшие места семейного отдыха в Сочи. Экстремальные маршруты, горные лыжи и сноуборд на склонах Красной Поляны, экскурсионные программы, интересная ночная жизнь курорта сделают молодёжный отдых в Сочи незабываемым событием.

## Темрюкский район
Темрюк расположен в 130 км к западу от Краснодара, на правом берегу реки Кубань, при впадении её в Темрюкский залив. Таманский полуостров, на котором и расположен Темрюкский район, омывается двумя морями — Чёрным и Азовским, через Керченский пролив граничит с Крымом.
На западе полуострова — от мыса Тузла до Тамани — берега Чёрного моря высокие (от 15 до 30 метров) и обрывистые. К востоку они переходят в песчаные косы старого (черноморского) и современного (азовского) устьев Кубани. Протяжённость морского побережья — 250 км, из них 220 км — песчаные пляжи — наиболее ценные и крупные песчаные пляжи в России. На Таманском полуострове расположены уникальные объекты природы — грязевые вулканы. Это единственные действующие вулканы всего Кавказа. Здесь сосредоточены крупнейшие месторождения лечебных сульфидных (сероводородных) сопочных псевдовулканических минеральных грязей.
Многочисленные лиманы, другие водоемы, богатые рыбными ресурсами, постоянное наличие в охотничий период водоплавающей дичи, в том числе благородных и ныровых видов уток, болотной и степной дичи дают основу развитию охотничье-рыболовного туризма и спорта на промышленной основе.
У побережья Азовского моря располагается станица Голубицкая. Она является одним из популярных мест отдыха на Таманском полуострове и насчитывает в восточной её части до 50 баз отдыха, детских лагерей и пансионатов, включая небольшой аквапарк. В западной части станицы расположено небольшое Голубицкое озеро с лечебной грязью (бром и йод). Пляж песочный с перемолотым ракушечником. Морское дно песчаное, идеально ровное.
Характерная особенность моря в Голубицкой — это мель. Коса отмели, идущая недалеко от берега и вдоль него, образуется после шторма. Благодаря ей пляжи Голубицкой идеально подходят для отдыха с детьми, которых здесь удобно учить плавать, ведь доплыв до мелководья, можно передохнуть и отправиться в обратный путь, к берегу. На отмели очень любят самостоятельно купаться дети среднего и старшего школьного возраста, при этом взрослым удобно наблюдать за ними из моря, не давая им возможности уплыть на глубину или далеко убежать от занятого на пляже места.
За Голубицкой, двигаясь в сторону Керченского пролива, на побережье Азовского моря расположен курорт Кучугуры. Преимущества размещения здесь курортного комплекса — это уникальный природный песчано-ракушечный пляж, мягкий морской климат побережья Азовского моря, исторически сложившееся место отдыха, охоты, рыбной ловли, туризма. Роза ветров позволяет развивать здесь парусные виды спорта.
Курортно-туристический комплекс курорта Кучугуры представлен следующими объектами отдыха: база отдыха «Берёзка», автокемпинг «Бриз» и пляж-кемпинг «Оазис-2».

## Туапсинский район
Курортная зона Туапсинского района протянулась на 60 км. Купальный сезон начинается в мае и продолжается до октября. Туапсинский район — одно из экологически чистых мест на побережье Чёрного моря. Рекреационные и оздоровительные возможности территории, сочетающие природно-климатические условия морского побережья и предгорий Северного Кавказа со сложившейся сетью санаторно-курортных и туристических учреждений, позволяют осуществлять весь комплекс мероприятий, направленных на восстановление жизнедеятельности человека, полноценного отдыха.
Санаторно-курортный комплекс Туапсинского района — это 300 учреждений санаторно-курортного комплекса, вместимостью около 60 тыс. человек. Все санатории и пансионаты отдыха расположены близко от моря в экологически чистых зонах, имеют собственные благоустроенные пляжи. В Туапсинском районе разработаны увлекательные маршруты познавательных экскурсий и турпоходов, которые позволяют ближе соприкоснуться с многообразием неповторимой красоты природного богатства, узнать о её истории и культуре.

## Этнический туризм
- Атамань

Этнографический комплекс Атамань - это природный этнографический эталон кубанской казачьей культуры, чрезвычайно разнообразной, красивой и щедрой. Это крупнейший и единственный в своем роде музей под открытым небом, который перенесёт Вас на сотни лет в прошлое и позволит почувствовать дух казачества, несгибаемой воли и бескрайней свободы. Свежий и чистый воздух, щебетание птиц, шум моря, красивая казачка, встречающая гостей с хлебом-солью, уютные курени с домоткаными ковриками на полу и старинными прялками в углу.
- Горгиппия

Античный город Горгиппия. Его останки находятся под современным городом-курортом Анапой и составляют около 35 га. В центре Анапы (недалеко от автовокзала) имеются открытые раскопками городские кварталы Горгиппии. Они музеефицированы и открыты для осмотра. Здесь же находится небольшой музей, где экспонируются находки, полученные в результате раскопок и рассказывающие о древнем городе и его жителях.
Раскопки Горгиппии начались ещё в середине XIX века, трудами В. Г. Тизенгаузена, Н. И. Веселовского и др. В советское время раскопки вели И. Т. Кругликова, Е. М. Алексеева и др. К настоящему времени исследованы значительные участки города и его могильников (самым знаменитым стал открытый в 1975 году склеп Геракла, в котором каменные стены были расписаны фресками с 12-ю подвигами Геракла). Исследования города позволили установить, что Горгиппия была основана греками на рубеже IV—III веков до н. э., а погибла после взятия его всегда готскими дружинами в 30-х годах III века н. э. Это был значительный ремесленный и торговый город на северо-восточном побережье Чёрного моря.
- Парк национальной культуры «Добродея»

В основу проекта “Добродея” положена идея возрождения народных традиций через соприкосновение с образами русских народных сказок, историей казачества. Уникальная экспозиция “Казачье подворье” даёт возможность познакомиться с историей, бытом и обычаями, песнями и кухней кубанского казачества.
В Анапском районе мало других эффектных археологических памятников, но следует обязательно посетить головной музей Анапы, где имеются экспозиции по всем периодам истории района.